# Szlovén női kézilabda-válogatott
A szlovén női kézilabda-válogatott Szlovénia nemzeti csapata, amelyet a Szlovén Kézilabda-szövetség irányít.

## Részvételei

### Nyári olimpiai játékok
- 1976-1988: Jugoszlávia részeként
- 1992-2020: Nem jutott ki
- 2024: 11. hely

### Világbajnokság
- 1957-1990: Jugoszlávia részeként
- 1993-1995: Nem jutott ki
- 1997: 18. hely
- 1999: Nem jutott ki
- 2001: 9. hely
- 2003: 8. hely
- 2005: 14. hely
- 2007-2015: Nem jutott ki
- 2017: 14. hely
- 2019: 19. hely
- 2021: 17. hely
- 2023: 11. hely

### Európa-bajnokság
- 1994-2000: Nem jutott ki
- 2002: 10. hely
- 2004: 9. hely
- 2006: 16. hely
- 2008: Nem jutott ki
- 2010: 16. hely
- 2012-2014: Nem jutott ki
- 2016: 14. hely
- 2018: 13. hely
- 2020: 16. hely
- 2022: 8. hely
- 2024: 10. hely

## A2024-es Európa-bajnokságranevezett keret
| #  | név             | poszt      | születési hely      | jelenlegi klubja    |
| -- | --------------- | ---------- | ------------------- | ------------------- |
| 3  | Manca Jurič     | beálló     | Ljubljana           | RK Krim Ljubljana   |
| 4  | Erin Novak      | balátlövő  | Ljubljana           | Kisvárdai KC        |
| 5  | Elena Erceg     | jobbszélső | Ljubljana           | RK Krim Ljubljana   |
| 8  | Ema Abina       | balszélső  | Ljubljana           | RK Krim Ljubljana   |
| 9  | Ana Abina       | balátlövő  | Ljubljana           | RK Krim Ljubljana   |
| 10 | Tjaša Stanko    | balátlövő  | Maribor             | RK Krim Ljubljana   |
| 13 | Nuša Fegic      | irányító   | Postojna            | ŽRK Ajdovščina      |
| 16 | Maja Vojnović   | kapus      | Novo Mesto          | RK Krim Ljubljana   |
| 17 | Nataša Ljepoja  | beálló     | Celje               | SCM Râmnicu Vâlcea  |
| 19 | Špela Bajc      | balátlövő  | Ljubljana           | ŽRD Litija          |
| 22 | Dijana Đajić    | kapus      | Ljubljana           | RK Krim Ljubljana   |
| 25 | Ivona Barukčić  | balátlövő  | Karlovac            | ŽRK Ajdovščina      |
| 28 | Maja Svetik     | balszélső  | Šempeter pri Gorici | BT Füchse           |
| 29 | Živa Čopi       | jobbszélső | Ljubljana           | ŽRK Ajdovščina      |
| 31 | Lana Puncer     | beálló     | Velenje             | ŽRK Velenje         |
| 44 | Blažka Hauptman | balátlövő  | Ljubljana           | CB Atlético Guardés |
| 50 | Teja Pogorelc   | balátlövő  | Ljubljana           | RK Krim Ljubljana   |
| 71 | Ema Marković    | balszélső  | Celje               | ŽRK Velenje         |